# (319) Leona
(319) Leona es un asteroide perteneciente al cinturón exterior de asteroides descubierto el 8 de octubre de 1891 por Auguste Honoré Charlois desde el observatorio de Niza, Francia.
Se desconoce la razón del nombre.